# Sant Joan (manzana)
Sant Joan es el nombre de una variedad cultivar de manzano (Malus domestica). Esta manzana está cultivada en la colección de la Estación Experimental Aula Dei (Zaragoza) con n.º de accesión "3409". Esta manzana está cultivada en diversos viveros entre ellos algunos dedicados a conservación de árboles frutales en peligro de desaparición. Esta manzana es originaria de las Islas Baleares, donde tuvo su mejor época de cultivo comercial anterior a la década de 1960, y actualmente en menor medida aún se encuentra.

## Sinónimos
- "Manzana San Juan",[6][8][9]
- "Poma Sant Joan".
- "San Juan 212".

## Historia
Las Islas Baleares presenta unas condiciones de clima y de suelos buenos para el cultivo del manzano. De hecho existe una considerable variedad de cultivos autóctonos de manzano, fruto de la sabiduría y el esfuerzo de los agricultores, que durante generaciones han realizado cruces y mejoras de las variedades. En estas últimas décadas ya sea por presiones urbanísticas o por abandono de los cultivos en los campos, debida a la competencia con otras variedades de manzanas selectas foráneas, se han ido perdiendo parte de la riqueza de variedades frutales de la herencia. Actualmente hay iniciativas para evitar la pérdida irremediable de esta riqueza cultural y agrícola con iniciativas de conservación como el proyecto "Reviure" en Mallorca (con plantación de 160 frutales de la herencia), [Autores: José Moscardó Sáez Antoni Martorell Nicolau Proyecto Reviure-caib.es.PDF] o el banco de germoplasma de frutales del Jardín Botánico de Sóller.
'Sant Joan' está considerada incluida en las variedades locales autóctonas muy antiguas, cuyo cultivo se centraba en comarcas muy definidas. Se caracterizaban por su buena adaptación a sus ecosistemas y podrían tener interés genético en virtud de su adaptación. Se encontraban diseminadas por todas las regiones fruteras españolas, aunque eran especialmente frecuentes en la España húmeda. Estas se podían clasificar en dos subgrupos: de mesa y de sidra (aunque algunas tenían aptitud mixta).
'Sant Joan' es una variedad clasificada como de mesa; difundido su cultivo en el pasado por los viveros comerciales y cuyo cultivo en la actualidad se ha reducido a huertos familiares y jardines privados.

## Características
El manzano de la variedad 'Sant Joan' tiene un vigor Medio; florece a inicios de mayo; tubo del cáliz estrecho, cónico o alargado, comunicándose con el eje del corazón, y con los estambres insertos por debajo de la media.
La variedad de manzana 'Sant Joan' tiene un fruto de tamaño pequeño a medio; forma tronco-cónica, muy característica la zona del ojo y la cavidad peduncular, con contorno suavemente irregular; piel semi-brillante; con color de fondo verde blanquinoso, exento de chapa, siendo el color del sobre color ausente, y una sensibilidad al "russeting" (pardea miento áspero superficial que presentan algunas variedades) ausente; pedúnculo corto, fino y pubescente, anchura de la cavidad peduncular amplia, profundidad de la cavidad peduncular poco profunda, con bordes ondulados por unas irregulares depresiones en forma estrellada, fondo limpio de un verde intenso, y con importancia del "russeting" en cavidad peduncular ausente; anchura de la cavidad calicina medianamente amplia, estrecha, profundidad de la cav. calicina casi superficial, con el borde andulado, fondo esculpido formando una roseta carnosa, y con la importancia del "russeting" en cavidad calicina ausente; ojo cerrado o entreabierto; sépalos carnosos en su base, largos, finos y puntiagudos, convergentes y vueltas las puntas horizontalmente.
Carne de color blanco crema; textura tierna, y jugosa; sabor característico de la variedad, aceptable; corazón grande, centrado y con ausencia total de las líneas que lo enmarcan; eje abierto; celdas grandes y alargadas, rayadas de blanco sin ser algodonosas; semillas generalmente ausentes.
La manzana 'Sant Joan' tiene una época de maduración y recolección muy temprana, a principios de verano, se recolecta desde finales de junio a finales de julio. Tiene uso como manzana de mesa fresca.